# Walter Raleigh

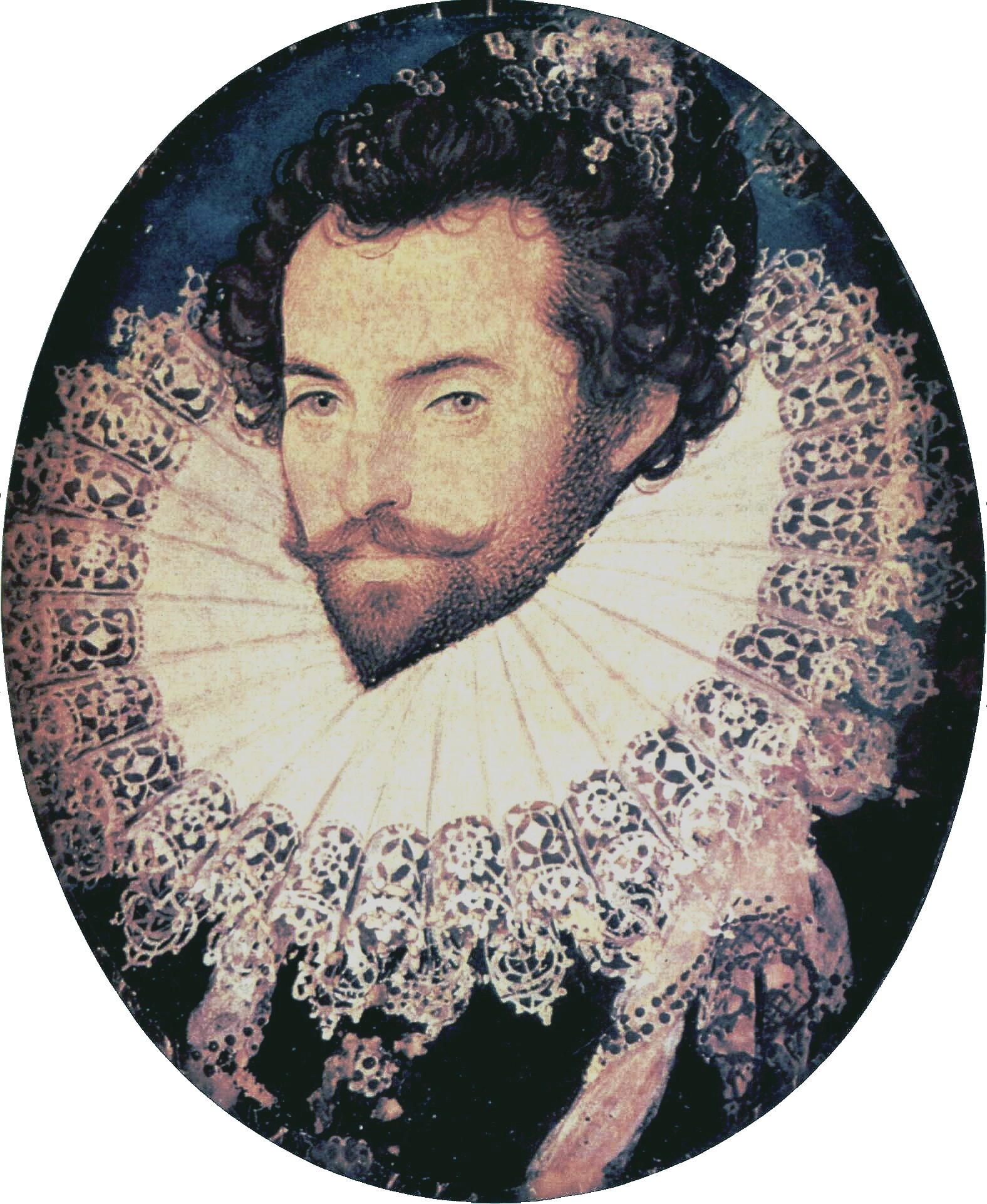
Walter Raleigh (door Nicholas Hilliard)

Walter Raleigh (Hayes Barton (Devon), 1554 – Londen, 29 oktober 1618) was een Brits schrijver, dichter, spion en ontdekker. Van zijn achternaam bestaan veel verschillende spellingen, zoals Rawley, Ralegh, Rawleigh en Rawlye. Hijzelf gebruikte 'Ralegh' het meeste, maar tegenwoordig wordt voornamelijk de vorm 'Raleigh' gebruikt.

## Jeugd en vroege carrière
Walter Raleigh werd geboren in Hayes Barton, in Devon. Hij was een halfbroer van Sir Humphrey Gilbert en Adrian Gilbert. Hij was van protestantse afkomst en ontwikkelde al jong een afkeer van het katholicisme. Hij studeerde aan de universiteit van Oxford vanaf 1568.
Na diverse militaire avonturen in onder meer Frankrijk en Ierland kwam Raleigh aan het hof, waar hij zich opwerkte tot een van de lievelingen van koningin Elizabeth I. Het verhaal gaat dat Raleigh eens een dure jas uitdeed en over een modderplas legde om zo de koningin erover te laten lopen. Het verhaal is waarschijnlijk niet waar, maar past wel bij Raleighs aard en gedrag.

## Roanoke
Een bekend project van Raleigh was de poging tot het koloniseren van Virginia, genoemd naar "The Virgin Queen" Elizabeth I (de locatie van zijn kolonie, Roanoke Island, ligt tegenwoordig overigens in North Carolina).

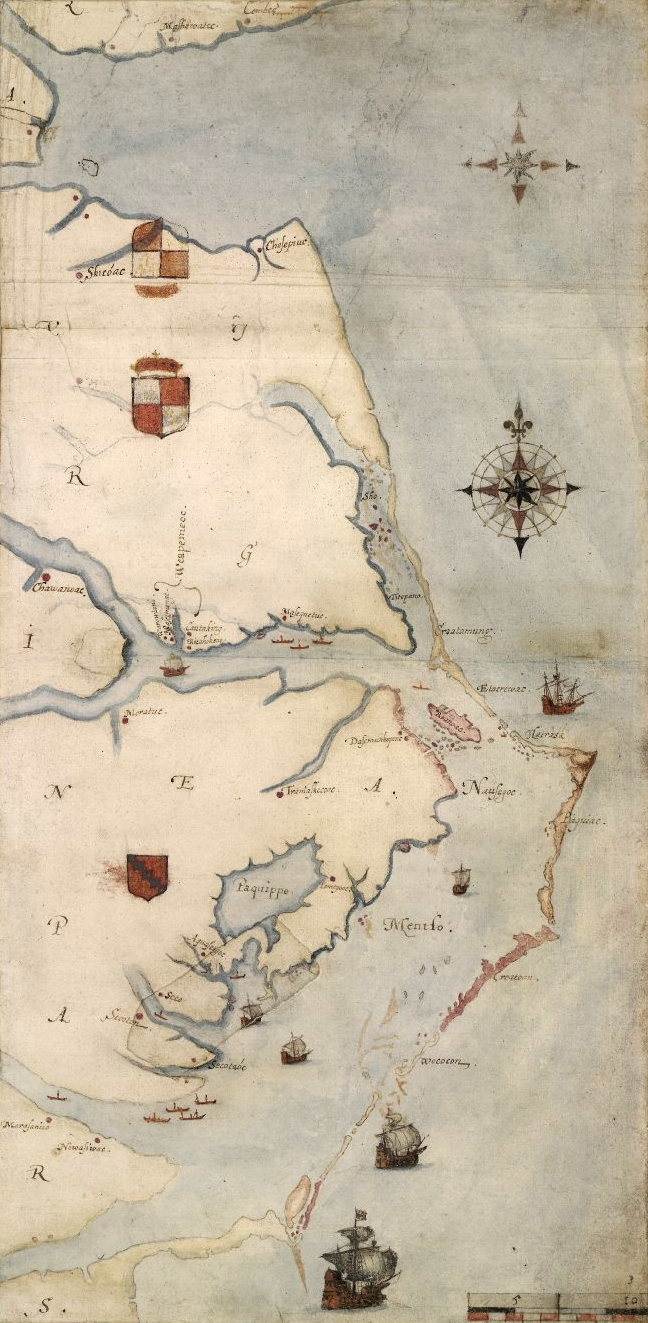
Kaart, gebaseerd op de reis van Amadas en Barlow

In 1584 kreeg Raleigh toestemming van de koningin om een dergelijk project op touw te zetten, waarbij hij eigendomsrechten kreeg over alle nieuw ontdekte gebieden. Dat jaar stuurde hij twee schepen uit onder Philip Amadas en Arthur Barlow om het gebied te onderzoeken. Deze kwamen terug met lovende verhalen over het bezochte land rond Pamlico Sound, en stelden het eiland Roanoke voor als locatie voor een kolonie.
In 1585 werd Richard Grenville uitgezonden met 107 kolonisten. Grenville stichtte een kolonie op Roanoke, liet Ralph Lane daar achter in commando, en keerde terug naar Engeland. In 1586 zond Raleigh twee expedities (waaronder een onder Grenville) om extra ondersteuning aan de kolonisten te sturen, maar die bleken te laat. Francis Drake was al eerder dat jaar bij Roanoke langs geweest, en Lane en zijn kolonisten verkozen om met Drake terug te keren naar Engeland. Grenville liet 15 nieuwe kolonisten achter op het eiland.
In 1587 deed Raleigh een tweede poging tot kolonisatie van Virginia. John White bracht een nieuwe groep (89 mannen, 17 vrouwen en 11 kinderen) naar Roanoke, waar bleek dat de kolonisten van het voorgaande jaar door de lokale bevolking gedood waren. Het fort werd gebouwd, en de kolonisten achtergelaten.
In 1588 vertrok White opnieuw naar Roanoke, maar hij werd door een Frans schip aangevallen, en zag zich gedwongen naar Engeland terug te keren. Pas in 1590 kon hij de kolonie bezoeken, maar die was verlaten. Slecht weer dwong White om te vertrekken zonder een uitgebreide zoektocht naar de kolonisten te doen. De enige aanwijzing was het woord "CROATOAN", gekerfd in een boom. Hiermee eindigden Raleighs pogingen om Virginia te koloniseren.
Wat er met de "Lost Colony" gebeurd is, is nog steeds niet bekend, maar de inkerving doet vermoeden dat de overlevende kolonisten de kolonie hebben verlaten om zich bij de Croatoan-stam aan te sluiten.

## Babington en Ierland

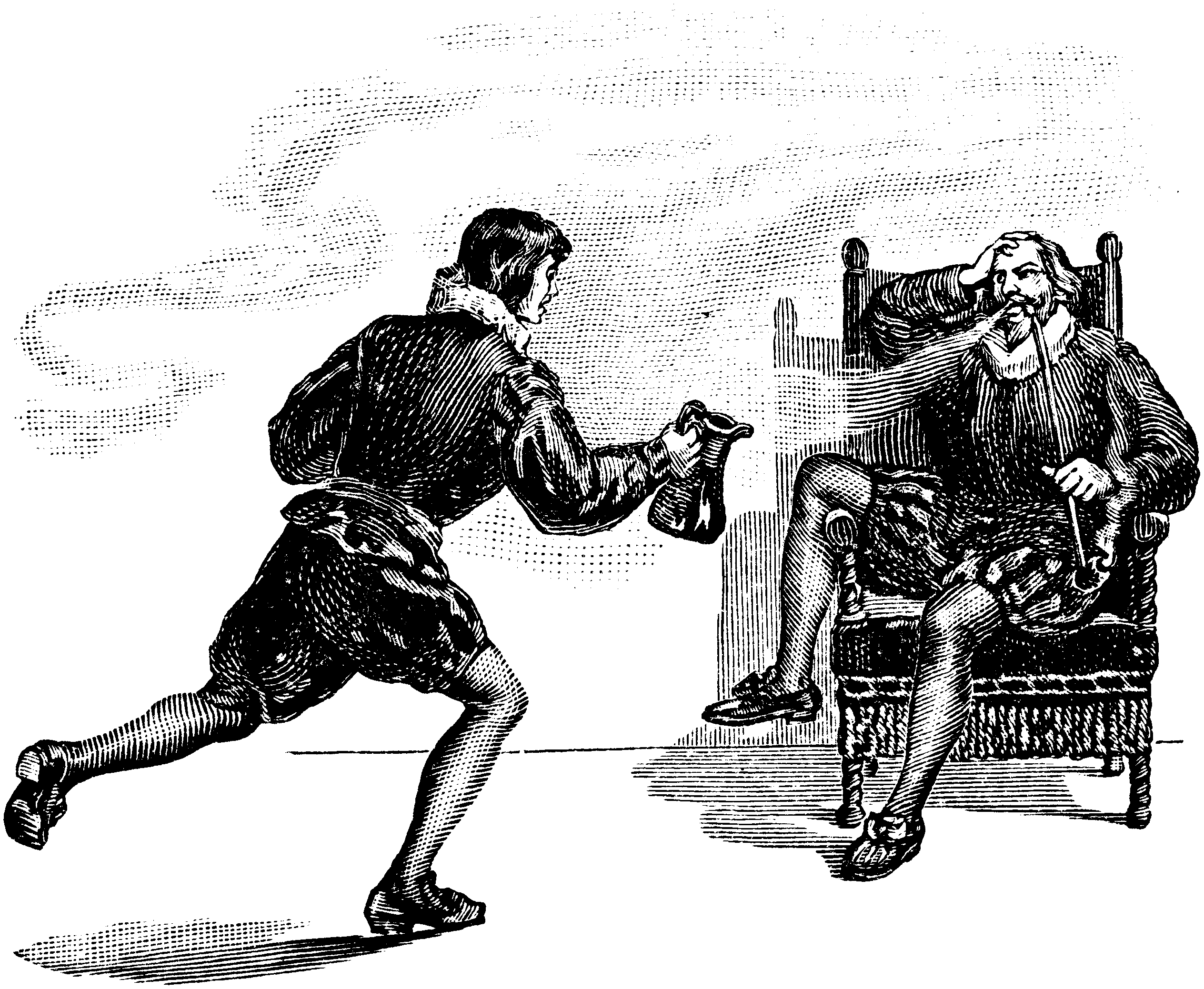
Raleigh rookt een pijp, maar zijn dienaar, die denkt dat hij in brand staat, gooit water over hem heen om hem te blussen.

Raleighs invloed werd sterk uitgebreid toen hij als een van de leiders van Elizabeths spionage-afdeling, een belangrijke rol speelde in de ontdekking van het Babington plot (1586), een katholieke samenzwering die als bedoeling had in een staatsgreep Elizabeth te vervangen door Mary Stuart. Mary werd onthoofd vanwege haar aandeel in de samenzwering; Raleigh kreeg een landgoed in Ierland als dank voor zijn diensten.
Raleigh had deelgenomen aan de onderdrukking van de Desmond-opstanden in 1579 en profiteerde bij de daaropvolgende landverdeling. Hij kreeg een gebied van 160 km² met daarop de belangrijke plaatsen Youghal en Lismore. Hij werd hiermee een van de belangrijkste landeigenaren in Munster, maar had maar beperkt succes in zijn pogingen om Engelse huurders voor zijn landgoederen te krijgen. In 1588 en 1589 was hij burgemeester van Youghal. Er wordt gezegd dat Raleigh in Youghal de eerste aardappelen plantte in Ierland. Volgens een ander verhaal zou hij een aardappelplant aan Elizabeth I van Engeland en haar hofhouding hebben geschonken, die echter helemaal verkeerd werd klaargemaakt (de eetbare knollen werden weggegooid, de giftige stengel en bladeren werden daarentegen gekookt en gegeten) waardoor iedereen doodziek zou zijn geworden.
In de jaren 90 kwamen Raleighs plantages in de problemen, terwijl hij ook anderszins in een moeilijke positie was. In 1602 verkocht hij zijn Ierse landgoederen.

## Latere leven

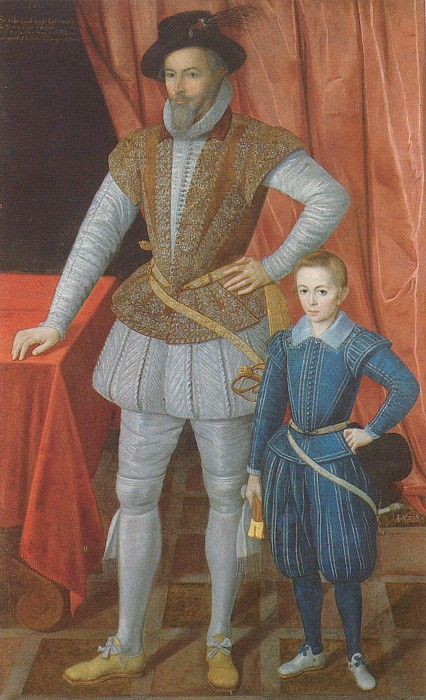
Walter Raleigh met zoon Wat, 1602

In 1591 trouwde Raleigh in het geheim met Elizabeth ("Bess") Throckmorton, een hofdame van de koningin, 11 jaar jonger dan hijzelf en zwanger van haar derde kind. Toen het ongeautoriseerde huwelijk werd ontdekt, werd Raleigh gevangengezet en Bess uit de hofhouding verwijderd. Het duurde enkele jaren totdat Raleigh zijn positie aan het hof had teruggekregen. Raleigh en Bess bleven elkaar trouw, en zijn vrouw regelde de familiebelangen wanneer hij afwezig was.
Na het mislukken van zijn acties in Virginia, kreeg Raleigh belangstelling voor Guyana. Hij hoorde van het legendarische goudland El Dorado en haar hoofdstad Manoa. In 1595 vertrok Raleigh met drie schepen om El Dorado te gaan zoeken. Raleigh veroverde een Spaanse nederzetting op Trinidad, en voer de Orinoco en diens zijrivier de Caroní op. Hij kreeg informatie over het verdere binnenland van de lokale bevolking. Daarmee zond hij nog twee expedities naar de Guyana's, onder Lawrence Keymis en Leonard Berry in 1596. In 1597 voer hijzelf de Corantijn op tot aan de eerste waterval. El Dorado vond hij niet, maar met de plaatselijke bevolking vond enige ruilhandel plaats. De Raleighvallen (in het binnenland van Suriname) zijn naar hem vernoemd. 
In 1600-1603 was Raleigh gouverneur van Jersey, en verantwoordelijk voor het moderniseren van de verdediging van het eiland. In dezelfde periode zond hij ook weer enkele expedities uit naar Virginia om zijn rechten daar te beschermen. Ze vonden geen sporen van de voormalige kolonie.

## Gevangenschap en dood
Na de dood van Elizabeth viel Raleigh bij haar opvolger Jacobus I in ongenade. De oorlog tussen Spanje en Engeland werd na Elizabeths dood gestaakt, en de Engelsen stelden een verdrag met de Spanjaarden op, wat betrekking had tot de executie van Raleigh, die vele jaren Spaanse schepen had overvallen. Mede werd hij verdacht van deelname in de Main Plot, een samenzwering tegen Jacobus. Hoewel zijn betrokkenheid in de samenzwering slechts klein was (nog afgezien van onwaarschijnlijk, daar het hier om een pro-katholieke actie ging), werd hij wegens hoogverraad ter dood veroordeeld, en in de Tower of London gevangengezet. Tijdens zijn gevangenschap schreef hij het boek A History of the World.
In 1616 werd hij vrijgelaten door Jacobus I, die in geldnood zat. Hij diende een volgende expeditie naar Guyana te ondernemen, met de intentie een goudmijn te vinden, maar mocht zich niet, zoals hij op de eerste expeditie had gedaan, met piraterij bezighouden. Lawrence Keymis leidde de expeditie de Orinoco op, en viel de Spaanse stad San Thome aan, hoewel zulks in tegenspraak met de voorwaarden van de koning was. Tijdens deze aanval sneuvelde Raleighs zoon Wat.

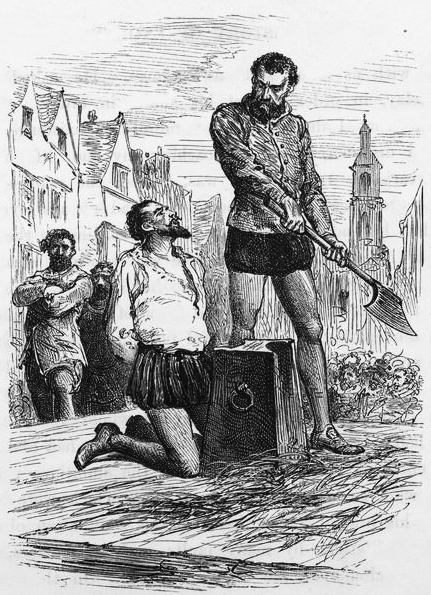
Onthoofding van Walter Raleigh

De Spanjaarden waren niet te spreken over Raleighs acties, en eisten dat het eerdere doodvonnis tegen Raleigh alsnog voltrokken zou worden. Jacobus stemde hiermee in, en op 29 oktober 1618 werd Raleigh onthoofd in het Palace of Whitehall. De anti-Spaanse gevoelens bij het algemene publiek in Engeland maakten Raleigh, die tijdens zijn leven hoge toppen en diepe dalen in zijn populariteit had gekend, bij zijn dood opnieuw een held.

## Occulte interesses
Weinig bekend van Raleigh is dat hij een enthousiast liefhebber was van alchemie. Op zijn zeereizen nam hij steeds een aantal boeken over occulte wetenschappen mee en hij was in het bijzonder geïnteresseerd in geneesmiddelen verkregen uit distillatie. In zijn 'History of the World' schrijft Raleigh: "Een vaardig en geleerd alchemist kan zowel medicijnen uit vergif distilleren als vergif uit de meest nuttige kruiden en planten, vermits alle dingen zowel leven als dood in zich dragen." Hij genoot ook de nodige faam op dat gebied. Toen de zoon van koning Jacobus I van Engeland, Hendrik, in november 1612 op sterven lag, liet de koningin Walter Raleigh ontbieden om zijn beroemde 'Great Cordial' te bereiden. Ook in gevangenschap in the Tower, van december 1603 tot maart 1616, zou Raleigh zich gedurende zijn laatste jaren wijden aan alchemistische experimenten.
- Bibsys: 90543664
- Biblioteca Nacional de Chile: 000293380
- Biblioteca Nacional de España: XX1117797
- Bibliothèque nationale de France: cb121749920 (data)
- Catàleg d'autoritats de noms i títols de Catalunya: 981058519555906706
- Digitale Bibliotheek voor de Nederlandse Letteren: rale001
- Gemeinsame Normdatei: 118641859
- International Standard Name Identifier: 0000 0001 1395 7336
- Library of Congress Control Number: n79060999
- Nationale Bibliotheek van Letland: 000127821
- MusicBrainz: d22616fe-d070-459b-9df1-351f04bd8538
- Bibliotheek van het Japanse parlement: 01065554
- Nationale Bibliotheek van Tsjechië: jn20000604562
- Nationale bibliotheek van Australië: 35440109
- Nationale Bibliotheek van Israël: 987007266980005171
- Nationale Bibliotheek van Polen: a0000001764964
- Nationale en Universitaire bibliotheek Zagreb: 000236175
- Nederlandse Thesaurus van Auteursnamen: 068143303
- Réseau des bibliothèques de Suisse occidentale: 02-A009610071
- Istituto Centrale per il Catalogo Unico: VIAV090593
- LIBRIS: 197355
- SNAC: w6gf0t5t
- Système universitaire de documentation: 027558185
- Museum of New Zealand Te Papa Tongarewa: 70355
- Trove: 953482
- Union List of Artist Names: 500259314
- Virtual International Authority File: 107533796
- WorldCat: E39PBJbCMp7jpmQPT4xyM3JVYP